# Gisela Biedermann
Pour les articles homonymes, voir Biedermann.
Gisela Biedermann, née le 5 avril 1948, est une membre du Landtag du Liechtenstein, du parti Union patriotique (VU). Elle a été élue en 2009.
Elle est veuve et vit actuellement à Vaduz, la capitale du pays.